# Radu Dinulescu
Radu Dinulescu ( n. 16 aprilie 1956, București) - regizor de teatru, film, TV, scenarist, traducător, director de teatru, coordonator de proiecte europene, profesor de teatru,  creator și inventator al unor păpuși - personaje gigant și care alegorice, coordonatorul și inițiatorul primelor spectacole de teatru 3D din lume. A reușit să transforme reprezentațiile de teatru de animație în spectacole multimedia 3D stereoscopice cu imagini 3D, care se derulează pe un ecran transparent în spatele căruia, într-o lumină specială, evoluează o poveste cu marionete la fire scurte.  Iubitor al limbii ebraice pe care o vorbește cursiv, francofon pasionat și direct împlicat în fenomenul teatral din întreaga lume, Radu Dinulescu primește în anul 2007 premiul Coup du cœur de la presse pentru "Hymnus" la Festivalul Avignon Off.

## Biografie

### Primii ani
Născut la data de 16 aprilie 1956, în București, Radu Dinulescu este unicul fiu al regizorului de teatru Dumitru Dinulescu și al Primaverei, mama sa, inginer chimist.
Deși născut la București, copilăria și-o petrece în Brăila, până la vârsta de 5 ani și se mută apoi cu mama sa la Galați, unde va rămâne până la 18 ani.
Urmeză secția reală a Liceului Vasile Alecsandri din Galați dar sufletul și prima dragoste îi rămân în teatru. Având în familie un regizor, era de așteptat ca întreaga copilărie a viitorului regizor să stea sub semnul timpului petrecut în teatru.
„– Sunteți fiul unui cunoscut regizor român, Dumitru Dinulescu. V-a influențat acest lucru în alegerea carierei?
– Categoric! La un an mergeam în patru labe pe scena Teatrului din Brăila, la cinci ani jucam alături de Catrinel Dumitrescu (tot de cinci ani, pe vremea aceea) pe aceeași scenă, la 12 ani jucam pe scena teatrului din Galați și în filmul „Explozia” de Mircea Drăgan… Ce altceva s-ar fi putut întâmpla cu mine? Când intri în lumea asta nu mai poți ieși atât de ușor din ea. Mama mea, inginer de profesie și divorțată după șase ani de căsătorie, a încercat, cât a putut, să mă țină departe de aceasta lume, dar eu am fost mereu condus de sloganul: „Video megliora, proboque, deteriora sequor!” Nu știu dacă a fost calea cea bună, ci mai degrabă cea ludică!”

### Debutul
La vârsta de 5 ani, joacă primul rol într-o piesă de teatru alături de Catrinel Dumitrescu, pe scena Teatrului din Brăila. 

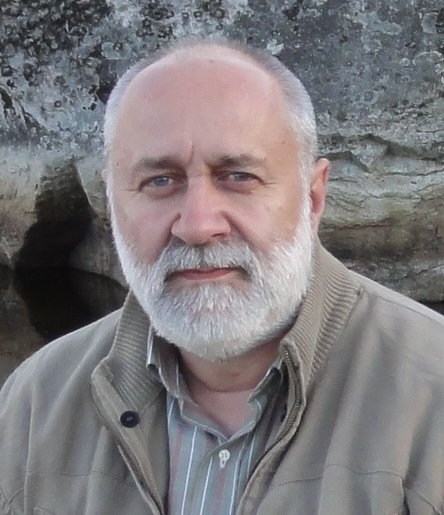

“Tatăl meu a fost regizor la Brăila. Primii pași i-am învățat pe scena Teatrului din Brăila. Am jucat primul spectacol la vîrsta de cinci ani, alături de Catrinel Dumitrescu, tot pe scena de la Brăila. Practic, am crescut în teatru...”

### Studii
Trăit în teatru, ademenit într-o lume de care nu se va mai desprinde niciodată, Radu Dinulescu își începe în anul 1976 studiile la Institutul de Artă Teatrală și Cinematografică din București, la clasa Valeriu Moisescu și Cătălina Buzoianu, pe care le încheie cu specializare regizorală în1980.
În anul 1978 are ocazia de a vedea punerea în scenă a spectacolului Replika - în regia  lui Josef Szajna . În acel moment întreaga viziune regizorală a unui tânăr ce încă studia artele teatrale și cinematografice se schimbă complet.
Debutul în lumea teatrală îl va avea cu spectacolul său de diplomă "Acesti ingeri tristi" de D.R. Popescu la Studioul Casandra București , avându-i interpreți pe Florin Călinescu și Rozina Cambos.

## Cariera regizorală

### Primele încercări
Primul spectacol profesionist ce-i va purta semnătura va fi pus în scenă în anul 1980, la Baia Mare -  "Ancheta asupra unui tanar care nu a făcut nimic" de Adrian Dohotaru
Tot în anul 1980 se căsătorește cu Laura Susnea cu care va avea o fiica, Ioana Unda, actualmente avocată în Tel-Aviv.
A doua sa fiică Andreea, locuiește în Franța și o are o mamă italiancă din Torino – Elvira Peres.
În 2002 este cel mai tânăr regizor care a primit premiul de regie ATM (UNITER de azi) pentru „Leonce și Lena” de Georg Buchner.
„Regizorul Radu Dinulescu, a absolvit IATC în 1980 și s-a afirmat pe scena Teatrului de Stat din Baia Mare, unde a obținut premiul ATM pentru regia artistică a spectacolului „Leonce și Lena“, de Georg Buchner. În anul 2000 inițiază un proiect comun între Teatrul „Nottara“ și Theatre Bourg-Neuf din Avignon, cu piesa „Lettre d'amour comme un supplice chinois“ de Arrabal, cu care realizează 23 de reprezentații în limba franceză la Festivalul Off Avignon.”

### Israel
După patru ani de încercări de exprimare artistică necenzurată și încărcată de profunzime, tânărul regizor se decide să emigreze în Israel.
În anul 1985 hotărârea sa se concretizează, ajunge la Tel - Aviv, un spațiu în care își va desfășura activitatea timp de mai bine de 6 ani.
Pregătește un spectacol de sfarsit de an cu elevii de la Acting Studio, Nisan Nativ - "Castelul"  de Kafka in ebraica și astfel își deschide drumul într-un mediu didactic și regizoral nou și provocator.
Devine profesor de teatru la “Acting Studio” și la “Beit Tzvi” , principalele două facultăți de teatru din Tel-Aviv.
Înființează propria sa companie de teatru: «Scapin Théâtre» la Tel-Aviv și începe să se ocupe în mod frecvent de promovarea și regizarea spectacolelor de teatru.
Își pune semnătura pe două producții ce aduc un suflu nou în lumea teatrală: “Don Quichotte” de Cervantes și “Max et Moritz” de Wilhelm Busch.
Neobosit în pregătirea de proiecte desfășurate pe toate palierele artei teatrale, îmbogățit după întâlnirea în Israel cu  Itsak Peker care îl învață cum să realizeze și să mânuiască marionete, Radu Dinulescu semnează o colaborare cu “Compagnie de Dans Modern a Kibuțurilor”, în calitate de scenograf pentru spectacolele: „Sweto” – corgraf Mats Eck și
„Agenda unui rezervist” – coregraf Rami Beer.
Astfel, între 1985 și 1999, Radu Dinulescu desfășoară o amplă activitate de profesorat, regizor, scenograf dar și de scenarist, semnând ca scenariul, decorul și păpușile din filmul „ Vecinul meu din lumea cealaltă”, coproducție israeliano - americană.

### Întoarcerea în România
În anul 1990, la nici doi ani după Revoluția din 1989 , se întoarce în țară și i se propune postul de regizor artistic principal la Teatrul de Stat din Arad.
Pune în scenă:
- “Candid” de Voltaire la Teatrul Municipal Arad
- “Max et Moritz” de Busch Théâtre Țăndărică din București.

### Franța, mon amour...
După nici doi ani, pleacă în Franța și se stabilește la Marsillia de unde își va desfășura activitatea timp de aproape 8 ani. Începe o foarte importantă colaborare  cu mai multe carnavaluri în Franța ca plastician, pentru realizarea de personaje gigant și caruri alegorice: Martigues, La Seyne sur Mer, Toulon, Aubagne, Marignane, Aix-en-Provence, Salon de Provence etc.
Pune în scenă  spectacolul “Max et Moritz” de Wilhelm Busch, și “Sympafonia Musikaosului”  la compania “Pannama Théâtre de Marseille”. Colaborează cu Opera din Marsilia pentru realizarea costumelor și accesoriilor pentru opera “Salomé”. Participă la nenumărate festivaluri de teatru și își îmbogățește experiențele regizorale prin interacțiunea cu mediul internațional (ce-și expune constant producțiile teatrale la festivalurile de gen din Franța).

### În România și în întreaga lume
Din 2001 până în 2006 este din nou regizor artistic la Teatrul Municipal Arad .
În această perioadă pune în scenă:
- «Mătrăguna» de Machiaveli la Teatrul Municipal Arad
- «Pinocchio în lumea circului» spectacol de circ cu personaje gigant, actori și acrobați. A avut trei versiuni:  română, maghiară și germană. Participă la festivaluri în Ungaria și Germania.
- «Lettre d’amour» de Fernando Arrabal la Teatrul “Nottara” din București în versiune roumână și franceză. Participare la Festival Off Avignon 2004
- «Mila» de Bernard Proust în franceză pentru Festivalul Avignon Off 2005, au Théâtre des Amants la Avignon
- Participă cu «Les chevaux à la fenêtre» de Matei Visniec la Festival Avignon off 2006 la Théâtre du Bourg-Neuf

„In secțiunea Off sunt programate 1307 spectacole în 112 teatre și spații de joc. Sunt reprezentate 26 de țări, printre care și România, iar din totalul companiilor, 139 sunt străine. 125 dintre spectacolele din OFF se adresează copiilor și publicului tînăr. Radu Dinulescu este regizorul român care, în decursul anilor, a avut cele mai multe spectacole în secțiunea neoficială a festivalului.”
În anul 2006 până în 2011 este directorul Teatrului de Marionete din Arad, care după anul 2011 va deveni secție a Teatrului Clasic Ioan Slavici din Arad. Este perioada în care Teatrul de Marionete cunoaște o adevărată regenerare. Regizori români precum Victor Ioan Frunză dar și nume notorii din lumea teatrală internațională își pun semnătura pe reprezentații de înaltă ținută artistică. Colectivul participă la numeroase turnee în Franța, SUA, Noua Caledonie, Spania, Cehia, Ungaria, Turcia, Slovenia.
Este o perioadă de complexă ativitate managerială dar și regizorală.
Astfel, Radu Dinulescu este nu doar manager al Teatrului de Marionete din Arad dar și director al Festivalului Internațional Underground și al Festivalului de Arta Animaței "Euromarionete" Arad – România.
„Ajuns la cea de-a IX-a  ediție, Festivalul Internațional de Teatru Underground și-a schimbat denumirea și este organizat de Teatrul de Marionete. „Am optat pentru această nouă denumire, Festivalul Internațional de Teatru EuroUnderground, atât pentru a sublinia faptul că și anul acesta Festivalul Internațional de Teatru Underground va avea loc în același timp cu Festivalul Internațional de Arta Animației EuroMarionete, dar și pentru a marca o nouă direcție pe care această cunoscută deja manifestare o va urma începând cu ediția de anul viitor. Este vorba despre accentuarea componentei europene, atât prin participarea unui număr semnificativ de trupe din această zonă, cât și prin proiectele de finanțare pe care le vom depune chiar de anul acesta la Uniunea Europeană”, a declarat Radu Dinulescu, directorul Teatrului de Marionete Arad.”
În 2008 este fondatorul și directorul artistic al Théâtre de l’Europe de l’Est la Avignon.
```
 
Radu Dinulescu
 este primul regizor din lume care a realizat, în colaborare cu Armand Richlet-Kleinberg, primul spectacol multimedia 
3D
 stereoscopic cu imagini 
3D
, care se derulează pe un ecran transparent, într-o lumină specială. 
„Deocamdată, în tandem cu belgianul Armand Richelet-
Kleinberg
, Radu Dinulescu a „inventat" la Teatrul de Marionete din Arad, pe care îl și conduce, „primul spectacol 3D cu marionete din lume", „Tovarășul de drum", poveste după Andersen a micului Johannes care din orfan va ajunge prinț. Așadar, avem scena clasică pe care se desfășoară povestea blândă a păpușilor, perechea de ochelari bicolori (cu ceva dureri de ochi post festum) și o spațialitate convingătoare, garanție fiindu-i reacția copiilor.”
[
6
]
```

Pune în scenă:
- „Tovarășul de drum” după H. C. Andersen (Arad) - 3D
- „Călătorie spre centrul pământului”  (Tg. Mureș) - 3D
- „20 000 leghe sub mări” (Oradea) după Jules Verne - 3D
- «Hymnus» de Georg Shwajda în română și franceză la Teatrul Municipal Galati, participă cu acset spectacol la Festivalul Avignon Off 2007 la Théâtre du Bourg-Neuf, Premiul «Coup du cœur de la presse» pour «Hymnus» la Avignon

„Ecouri in presa franceza
Presa franceza s-a exprimat in ceea ce priveste spectacolul “Hymnus”: “Excelent in ceea ce priveste elementele traditionale, folosind resorturi de genul dexteritate, spectacolul evolueaza in forme mici, cu decoruri lejere, in spatii neconventionale”. In “Hymnus”, comedia unui cuplu “lady-bird”, scena cvasi-cinematografica expune si spune degradarea umana. “Actorii romani emana veridicitate”, scriau ziarele locale.
“Teatrul romanesc e pe cale sa-si regaseasca publicul, sa exploreze sufletul, în care multi dintre spectatori se ragasesc”, a spus regizorul Radu Dinulescu. “Bucuria trupei “Hymnus”, care a primit premiul “Coup de coeur du club de la presse” la Grand Avignon-Vaucluse era placuta ochiului”. La Marseillaise nota: “Romanii interpreteaza intr-o franceza perfect colorata, cu accentul tarii lor, ei nu joaca, ei traiesc, ei au aceasta generozitate a tarii din Est, ne antreneaza fara mila la joc”.”
- «Sortez de l’armoire monsieur Cioran» de Matei Visniec la Teatrul Național din Constanța – coproducție franco-română  la Compania du Grande Désherbage (FR) cu 3 actori francezi și 7 actori români – participă cu acest spectacol la Festivalul de la Avignon în 2008 și apoi întreprinde un turneu în Franța.
- «Max et Moritz» de Georg Busch – repus la Teatrul Țăndărică din București
- «1, 2, 3… Circ» scenariu de Radu Dinulescu, spectacol de circ cu actori și marionete – Teatrul Mihai Popescu, Târgoviște.

În anul 2008 este propus director artistic al «Festivalului Clovnilor» Sighișoara, iar în 2009 este invitat să jurizeze secțiunea competițională literară a concursului Jocurile Francofoniei, Beyrouth. Va prelua și va realiza traducerea celor 6 nuvele laureate la Jocurile Francofoniei Beyrouth 2009 și le va publica în culegerea bilingvă «Le charme discret de la francophonie» editura Mirador.
În aceeași perioadă,  pune în scenă la Teatrul de Păpuși din Alba Iulia, spectacolul cu păpuși și actori «L’univers de la lanterne magique» ( Universul din lanterna magică) după un scenariu ce-i poartă semnătura.
Între 2012 și 2015 a fost regizor artistic la Teatrul Regina Maria, Oradea.
Este managerul unui proiect european important, „Itinerances” integrat în programul Cultura 2007 - 2013.
Organizează un Festival unic în România, Festivalul Internațional de Teatru Circ care va avea prima ediție în anul 2012, la Călărași, a doua ediție la Oradea, în 2013, iar cea de-a treia ediție se va desfășura atât la Arad cât și la Oradea, în 2015.
În luna octombrie a anului 2012 este manager al Proiectului  Cultural susținut de AFCN  „Atelierele Multimedia 3D” .
În același an este și director artistic Festivalul Clovnilor de Scenă, Sighișoara și participă în IN la Festivalul Mondial al Teatrelor de Păpuși din Charlesville Mezieres cu spectacolul „Le fabuleux voyage de Monsieur Nostock” de Patrice Seiler .
În 2014 montează spectacolul „Trei nopți cu Madox” de Matei Vișniec pe care-l prezintă la Avignon Off 2014 la Theatre Atelier 44.
Începe un turneu cu spectacolul „Tovarășul de drum”, primul spectacol de teatru 3D stereoscopic din lume, la Istambul, Washington și New-York.  Arhivat în 7 mai 2016, la Wayback Machine.
„Primul spectacol din lume care îmbină tehnica marionetelor cu imaginea 3D stereoscopică
Între 5 și 10 noiembrie 2013, Teatrul de Marionete „Geppetto” din Arad a fost invitat la Kids Euro Festival din Washington. Spectacolul Tovarășul de drum s-a jucat în versiunea sa engleză la Millennium Stage din prestigiosul complex cultural Kennedy Center. Alte patru spectacole s-au jucat la THEARC și la Montgomery Cultural Arts Center. Versiunea franceză s-a jucat de două ori la Maison Française. Marți, 12 noiembrie 2013, spectacolul este prezentat în versiunea sa română la sediul Centrului Cultural Român de la New York.”
Manager al proiectului european „Itinerances” Arhivat în 9 mai 2016, la Wayback Machine., proiect finanțat de Comisia Europeană prin programul Cultura 2007- 2013 componenta 1.2.1 în colaborare cu Teatrul de Marionete din Belfort, compania Karromato din Cehia și Charles Kleinberg Production din Bruxelles, Radu Dinulescu vine cu producții inedte și propuneri inovatoare în domeniul teatrului de marionete.
În 2015 pune în scenă spetacolele:
- „Trei nopți cu Madox” de Matei Vișniec  la Teatrul Fani Tardini Galați.
- „Prințesa mecanică” de Lenia Major și Patrice Seiler la Teatrul „Toma Caragiu” – Ploiești (păpuși pe masă) – Participare festival „Oups – la langue” – Villeneuve, Franța.
- „Călătorie spre centrul pământului” după Jules Verne,  spectacol cu păpuși și imagini 3D stereoscopice la, laTeatrul Fani Tardini Galați.
- „Șobolanul rege” – de Matei Vișniec – Teatrul de Stat Constanța  Arhivat în 22 aprilie 2016, la Wayback Machine.

Actual director artistic al Teatrului de Stat Constanța, consultant artistic al Teatrului Dramatic Baia Mare și director artistic al Festivalului Internațional de Teatru Circ Contemporan – Constanța, Radu Dinulescu desfășoară o activitate complexă și inovatoare în lumea teatrului românesc care are nevoie de suflu nou și modernizare tehnologică.

### Ordinul „Sfinții Împărați Constantin și Elena”

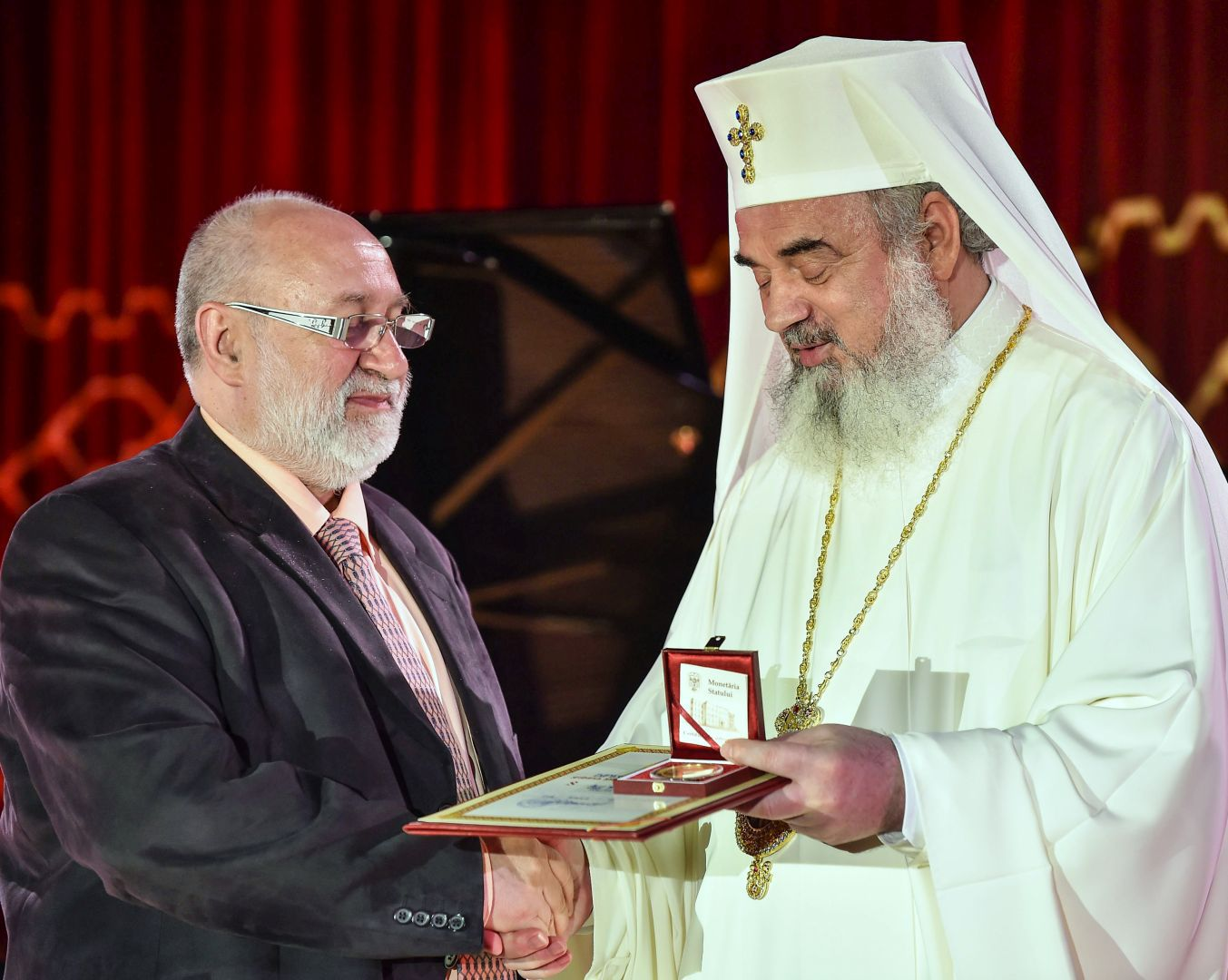
Ordinul „Sfinții împărați Constantin și Elena”

Pe data de 5 Aprilie 2016, Radu Dinulescu  a primit din partea Patriarhului României Ordinul „Sfinții Împărați Constantin și Elena” pentru activitatea desfășurată ca regizor și scenarist în cadrul proiectului cultural, social și educațional „Culori radiofonice în 1001 de voci”  Arhivat în 9 mai 2016, la Wayback Machine.

## Montări după anul2000
- „Tovarășul de drum”după H. C. Andersen (Arad)
- "Hymnus" de Georg Shwajda în română și franceză - Teatrul Municipal Galați, participare cu acest spectacol la Festivalul Avignon Off 2007 și 2008 la Théâtre du Bourg-Neuf
- "1, 2, 3… Circ" -Teatrul Mihai Popescu, Târgoviște
- „Pinocchio în lumea circului” spectacol de circ cu personaje gigant, actori și acrobați, participări la festivaluri în Ungaria și Germania
- “Candid” de Voltaire -Teatrul Municipal Arad
- „Călătorie spre centrul pământului” - Tg. Mureș
- „Sortez de l’armoire monsieur Cioran” de Matei Vișniec - Teatrul de Stat Constanța, participare la Avignon 2008 și turneu în Franța
- „L’univers de la lanterne magique” -Teatrul de Păpuși din Alba Iulia
- „Lettre d’amour” de Fernando Arrabal - Teatrul “Nottara” din București, participare la Festival Off Avignon 2001 și 2008
- “Max et Moritz” de Wilhelm Busch - Teatrul Țăndărică
- „20 000 leghe sub mări” - Teatrul „Regina Maria” Oradea
- "Mătrăguna" de Machiaveli - Teatrul „Ioan Slavici” Arad
- „Mila” de Bernard Proust  în franceză - Festivalul Avignon Off 2005 - Théâtre des Amants la Avignon
- „Trei nopți cu Madox” de Matei Vișniec  - Teatrul Fani Tardini Galați.
- „Prințesa mecanică” de Lenia Major și Patrice Seiler la Teatrul „Toma Caragiu” – Ploiești (păpuși pe masă) – Participare festival „Oups – la langue” – Villeneuve Franța
- „Călătorie spre centrul pământului” după Jules Verne,  spectacol cu păpuși și imagini 3D stereoscopice, laTeatrul „Fani Tardini” Galați.
- „Șobolanul rege” – de Matei Vișniec – Teatrul de Stat Constanța  Arhivat în 22 aprilie 2016, la Wayback Machine.

## Scenarii de film
- "A fi sau a nu fi" in regia Mirelei Vasadi - film documentar
- "Cernozaurii" - film de animatie

## Dramatizări
- "Kastelul" - Kafka
- "20000 de leghe sub mari" - Jues Verne
- "Calatorie spre centrul pamantului" - Jules Verne
- "Candide" - Voltaire
- "Max si Moritz" de Wilhelm Busch
- "Fabuloasa Calatorie a domnului Nostoc" si "Domnul Nostok si misterele din Ocean" albume BD de Patrice Seiler
- "Tovarasul de drum" dupa Hans Cristian Andersen
- Scenarii radiofonice după poveștile românești Harap-Alb, Zâna-Zorilor, Făt-Frumos din lacrimă, Prâslea cel voinic și merele de aur, Greuceanu  - pentru proiectul "Culori radiofonice în 1001 de voci" Arhivat în 9 mai 2016, la Wayback Machine. realizat de Radio Trinitas.

## Traduceri
- "Alpenstock" de Remi De Vos
- "Câștigătorii" de Francois Archambaux
- "Mătrăguna" - Niccolo Machiavelli
- "Farmecul discret al francofoniei" - culegere de nuvele premiate la Jocurile Francofoniei - 2009

## Premii
- 1982 - Premiul ATM (UNITER de azi) pentru regia spectacolului "Leonce si Lena" de Georg Buchner montat la Baia mare
- 2007 - Premiul "Coup de Coeur de la presse" - Avignon - pentru spectacolul "Hymnus" de Georg Schwajda
- 2007 - Titlu de excelenta conferit de Primăria Arad, 2007[nefuncțională]
- 2014 - Premiul de regie pentru spectacolul „Fabuloasa călătorie a domnului Nostoc”